# Eugène Boch
Eugène Boch (Saint-Vaast, 1º settembre 1855 – Monthyon, 3 gennaio 1941) è stato un pittore e poeta belga, fratello minore di Anna Boch, membro fondatore del gruppo di artisti, noto come Les XX.

## Biografia
Nato nella quinta generazione della famiglia Boch, una dinastia ricca di produttori di porcellana e ceramica fine, ancora oggi attiva sotto il nome Villeroy & Boch, Eugène Boch frequentò lo studio privato di Léon Bonnat a Parigi, nel 1879. Dal 1882, quando Bonnat chiuse il suo studio, passò presso lo studio del pittore Fernand Cormon. Suoi quadri vennero ammessi al Salon nel 1882, 1883 e il 1885.
Nel 1888, Dodge MacKnight lo presentò a Vincent van Gogh.
Nel 1892 si stabilì a Monthyon (Seine-and-Marne), non lontano da Parigi. Nel 1909 sposò Anne-Marie Léonie Crusfond (?-1933) e nel 1910 si trasferirono nella loro nuova casa "La Grimpette", dove entrambi vissero fino alla morte.
Come sua sorella Anna Boch, Eugène sostenne artisti di talento, ma senza soldi, tra cui Émile Bernard, che aveva incontrato nelle studio di Cormon, e Paul Gauguin. Oppure scambiava opere, come fece con van Gogh. Così mise assieme una importante collezione di arte contemporanea.
Oltre al proprio ritratto, Eugène Boch possedeva un secondo dipinto di van Gogh.
Come sua sorella Anna, Eugène Boch spese gran parte dei fondi, che dovevano al loro padre,
Victor Boch, gallerista di successo, promosse altri artisti. Acquistava i quadri da praticamente tutti i contemporanei più importanti del suo tempo, la maggior parte dei quali erano anche suoi amici. 
Dopo la morte di Eugène Boch, nel 1941, lasciò in eredità al museo del Louvre il ritratto Il Poeta - questo è il titolo che van Gogh aveva dato al suo ritratto di Eugène Boch e che Boch aveva ricevuto da Johanna Bonger in base alle ultime volontà di Vincent. Oggi il dipinto può essere visto nel museo d'Orsay a Parigi. 
Parte della sua collezione è stata acquistata dal suo pronipote Luitwin von Boch con l'idea di fare un museo su Anna e Eugene Boch.